# Народная история США
«Народная история США» — книга историка Говарда Зинна об истории США со времён Колумба, с акцентом на положении рабочих, женщин, расовых и этнических меньшинств. Продано более 2 млн экземпляров, книга используется в качестве учебного материала во многих вузах страны.
Сочинение привлекло значительное внимание комментаторов: как с положительными, так и с отрицательными оценками.
В 2004 году под редакцией Зинна вышло приложение к книге — антология источников «Голоса народной истории США» (англ. Voices of a People’s History of the United States), в 2007 году выпущена версия для подростков «Молодёжная народная история США» (A Young People’s History of the United States, а в 2009 году вышел основанный на книге фильм «Говорит народ» (англ. The People Speak).
В 2006 году книга переведена издательством "Весь мир" на русский язык.